# Setagaya (Stadtteil)

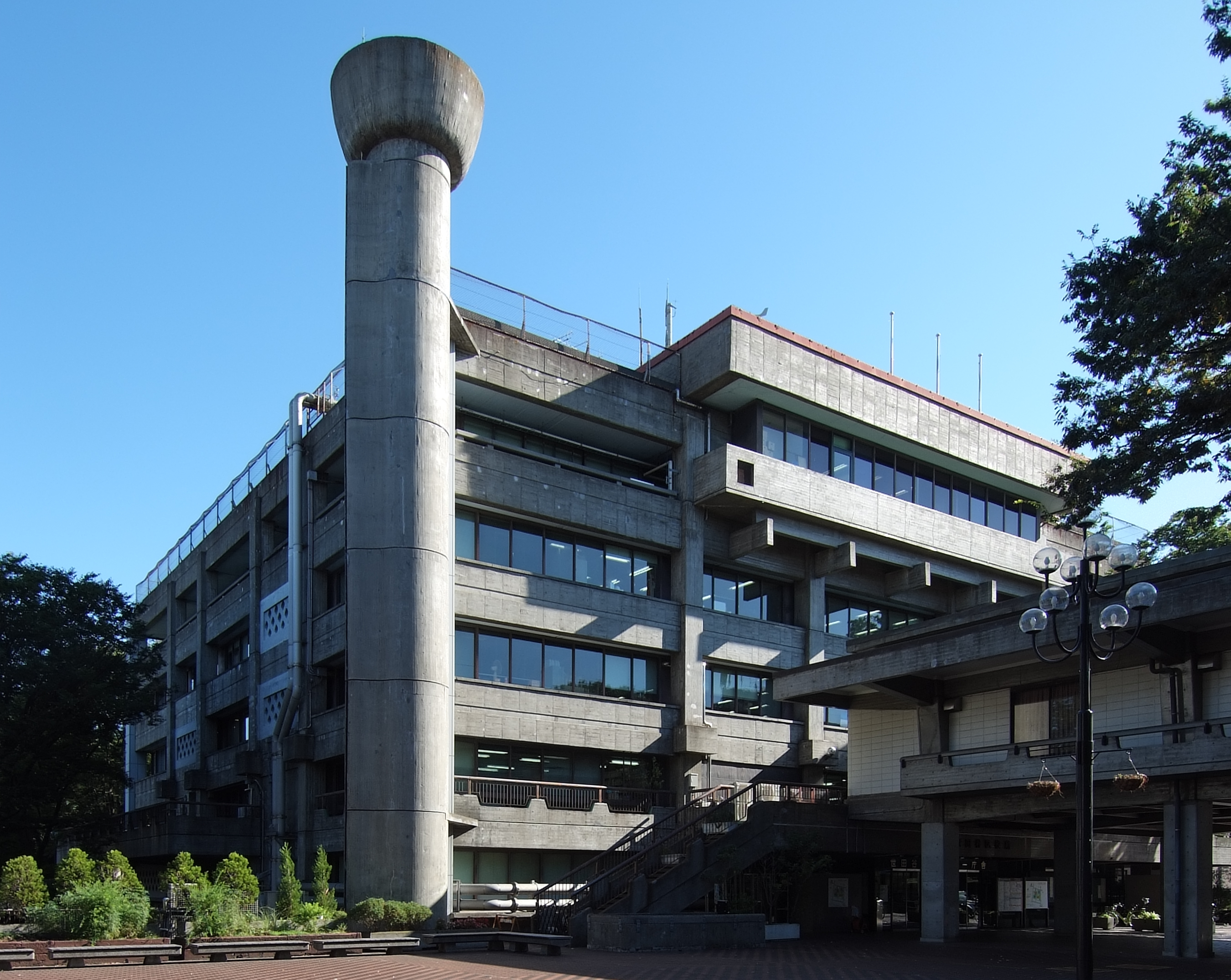
Das Rathaus des Bezirks Setagaya in Setagaya 4-chōme

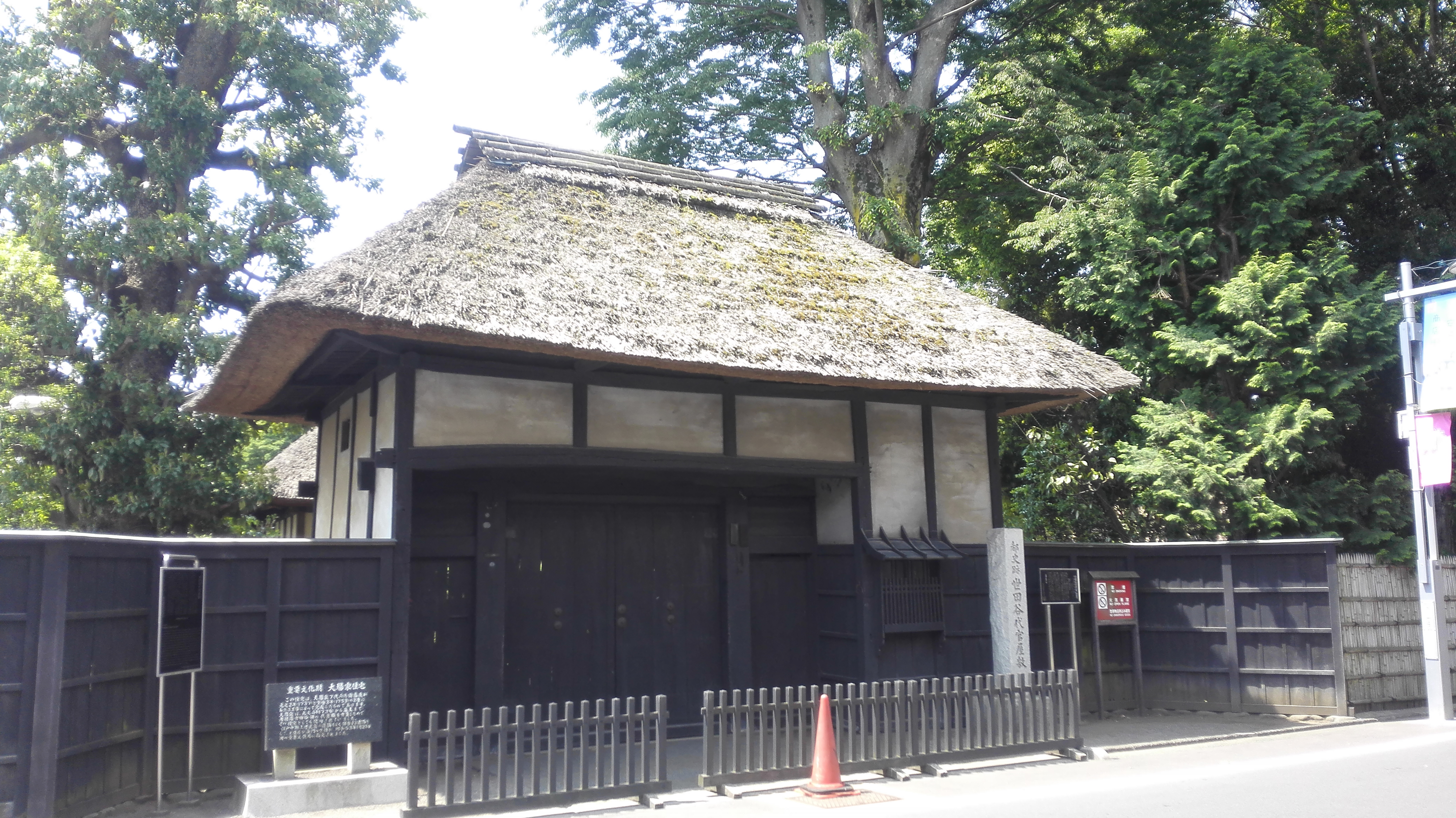
Das Haupttor der Vogtei

Setagaya (jap. 世田谷) ist ein Stadtteil des Bezirks Setagaya (Setagaya-ku) der japanischen Präfektur Tokio. Er liegt im östlichen Zentrum des Bezirks im Südwesten Tokios. Auf einer Fläche von 0,77 km² hatte er laut Volkszählung 2010 16.145 Einwohner in vier nummerierten Vierteln (chōme). In Setagaya befinden sich unter anderem die Setagaya-Campus der privaten Tōkyō Iryō Hoken Daigaku und der Kokushikan-Universität, das Rathaus des Setagaya-ku und eine von fünf regionalen Zweigstellen (sōgō shisho) der Bezirksverwaltung. Die Straßenbahn der Tōkyū Setagaya-Linie führt durch den Stadtteil. Die Postleitzahl von Setagaya ist 154-0017.
In der Edo-Zeit befand sich in Setagaya eine Vogtei der Ii, deren Hauptbesitz Hikone in der Provinz Ōmi war, die aber ab 1633 über eine Exklave in der Provinz Musashi am Unterlauf des Tama verfügten (Setagaya-ryō, 世田谷領), die von hier lange durch die Vögte aus der Familie Ōba (大場) verwaltet wurde. Auf dem Gelände der aus dem 18. Jahrhundert erhaltenen Residenz der Vögte (Setagaya daikan yashiki, 世田谷代官屋敷) in Setagaya 1-chōme liegt heute das bezirksbetriebene Heimatmuseum (Setagayaku-ritsu kyōdo shiryōkan). In der Meiji-Zeit wurde die Gegend 1871 Teil der Präfektur Tokio. Ab 1889 bestand die Dorfgemeinde Setagaya (Setagaya-mura) im Landkreis Ebara, die 1923 zur Stadt (-machi) wurde. 1932 wurde diese bei der Eingemeindung in die Stadt Tokio Teil des neuen Bezirks Setagaya. Der Stadtteil Setagaya erhielt seine heutigen Grenzen und die heutige Einteilung in vier chōme 1966.